# Il vegetariano
Il vegetariano è un film del 2019 diretto da Roberto San Pietro.

## Trama
Krishna è un ragazzo indiano che  vive nella campagna emiliana mungendo mucche. Il lavoro lo riporta alla sua infanzia in India dove vigeva il rispetto della natura. Quando una mucca sarà destinata al macello in quanto improduttiva Krishna dovrà scegliere se seguire la cultura in cui vive o dare credito alla sua coscienza.

## Distribuzione
Il film è stato distribuito nelle sale cinematografiche italiane a partire dal 28 marzo 2019.